# زیردریایی آی-۱۰
زیردریایی آی-۱۰ (به انگلیسی: Japanese submarine I-10) یک زیردریایی است که طول آن 113.70 m می‌باشد.